# Filialkirche Straß bei Sankt Sixt

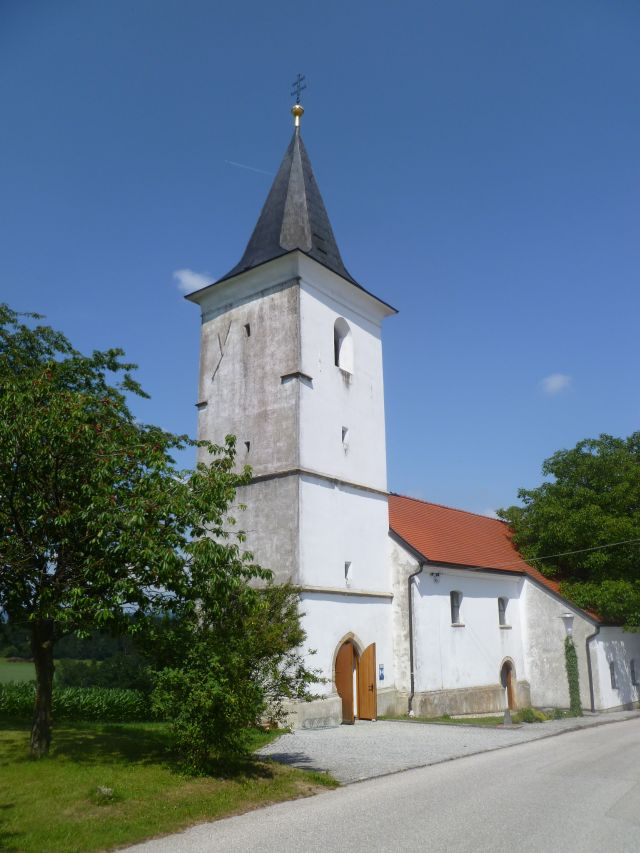
Filialkirche St. Sixt

Die römisch-katholische Filialkirche Straß bei Sankt Sixt steht in der Ortschaft Straß bei Sankt Sixt in der Marktgemeinde Neukirchen am Walde im Bezirk Grieskirchen in Oberösterreich. Die dem Patrozinium hl. Sixtus unterstellte Filialkirche der Pfarre Neukirchen am Walde gehört zum Dekanat Peuerbach in der Diözese Linz. Die Kirche steht unter Denkmalschutz (Listeneintrag).

## Geschichte
Die Filialkirche St. Sixt wurde 1488 erbaut.

## Architektur
Der gotische Kirchenbau ist einschiffig. Eine Besonderheit stellt das Netzrippengewölbe im Chor dar.

## Ausstattung
Die Kirche beherbergt eine gotische Madonnenfigur. Die Marienglocke stammt aus 2012 und wurde von Franz Frauenlob gestaltet.